# Iljuschin
Iljuschin (ILJUSCHIN, russisch Илью́шин) ist ein russischer Flugzeughersteller, der nach Sergei Iljuschin benannt ist. Das Kürzel für Flugzeuge von Iljuschin lautet Il (Ил).
Seit Ende 2006 gehört Iljuschin zum neu gegründeten russischen Luftfahrtkonsortium OAK.

## Geschichte

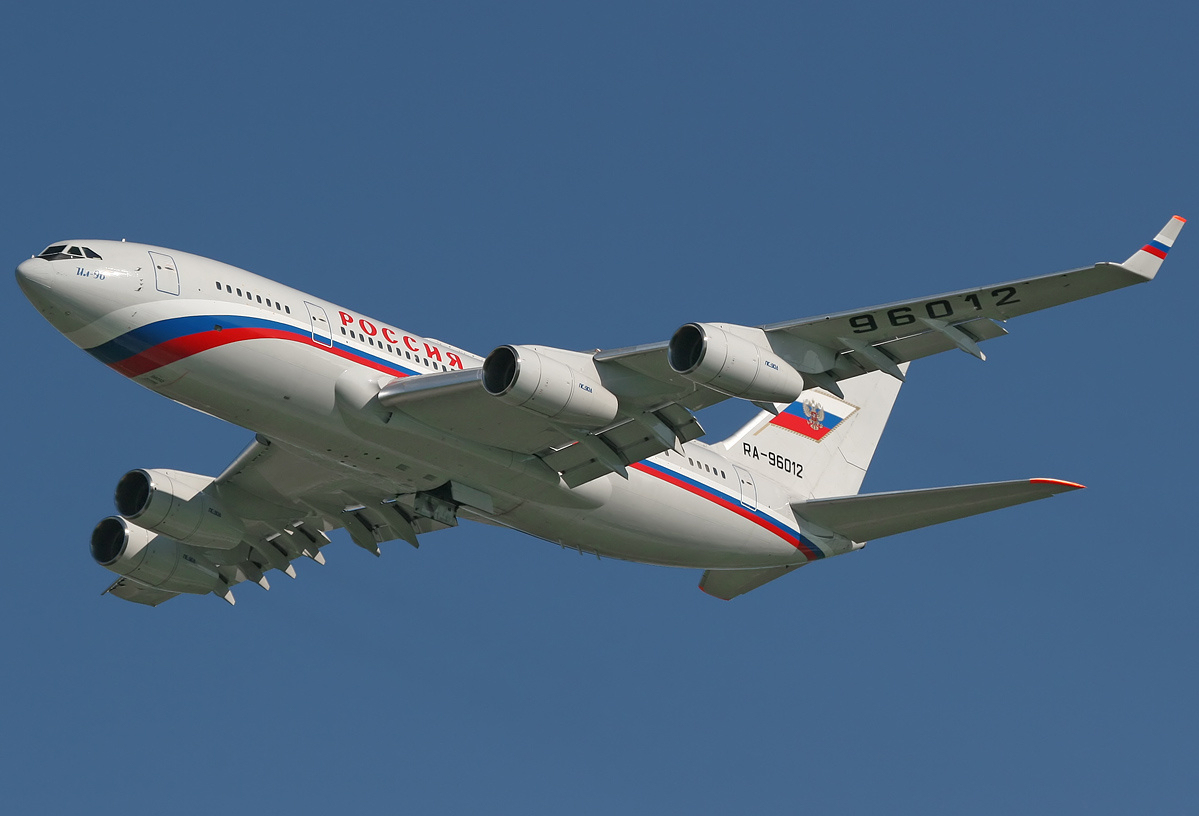
Eine Il-96-300 aus der aktuellen Produktion von Iljuschin.

1931 begann Sergei Iljuschin, der bereits 1924 seine ersten Segelflugzeuge konstruierte (der Segler AWF-21 „Moskwa“ von 1925 nahm auch am deutschen Rhön-Segelflugwettbewerb teil), als Leiter einer Konstruktionsabteilung im Rahmen des Zentralen Konstruktionsbüros mit der Entwicklung seiner ersten eigenen Flugzeuge, des zweimotorigen Bombers ZKB-26, der später DB-3 genannt wurde, sowie des gepanzerten Erdkampfflugzeugs ZKB-55. Am 17. August 1936 wurde die Abteilung offiziell zum OKB (Experimental-Konstruktionsbüro) Iljuschin umbenannt.
1939 beschloss der Kommissar für Luftfahrtindustrie im Befehl Nr. 704, dass alle sowjetischen Kampfflugzeuge die ersten Buchstaben ihres Konstrukteurs und eine laufende Nummer tragen sollten. So wurden aus der DB-3 die Il-4 und aus der ZKB-55 die berühmte Il-2, die mehr als 36.000 mal gebaut wurde.
Gegen Ende des Zweiten Weltkrieges begann Iljuschin erstmals mit der Konstruktion von Verkehrsflugzeugen, zunächst der Il-12, doch konstruierte er auch weiterhin Militärflugzeuge. 1947 wurde der nach deutschen Vorlagen gebaute vierstrahlige Bomber Il-22 vorgestellt, welcher weitgehend den Bauplänen der Heinkel He 343 (erster Projektname He P.1068) entsprach, jedoch nur ein Prototyp blieb. Der zweistrahlige Bomber Il-28 von 1948 jedoch erwies sich als Erfolg, ging in die Massenproduktion und wurde von vielen Staaten eingesetzt. Ein weiteres bekanntes Modell ist die viermotorige Il-18 von 1957, von der einige Exemplare immer noch im Einsatz stehen.
1967 konnte Iljuschin den ersten sowjetischen Langstreckenpassagierjet, die Il-62 vorstellen. 1971 flog das Frachtflugzeug Il-76, es folgten die Großraumverkehrsflugzeuge Il-86 und Il-96.
Iljuschin stellt gegenwärtig vor allem in Woronesch im Produktionswerk WASO (Woroneschski Awiasawod) Trainingsflugzeuge Il-103, Turboprop-Regionalflugzeuge Il-114, vierstrahlige Frachtjets Il-76 und vierstrahlige Langstreckenflugzeuge Il-96-300 her. Zudem befindet sich ein kleines militärisches Transportflugzeug Il-112 in der Entwicklung. Aus der Entwicklung des „Russian Regional Jet RRJ“ hatte sich Iljuschin zurückgezogen, federführend wurde dort der auf Kampfjets spezialisierte Hersteller Suchoi mit einigen Beratungsdienstleistungen durch Boeing.

## Militärische Flugzeuge von Iljuschin

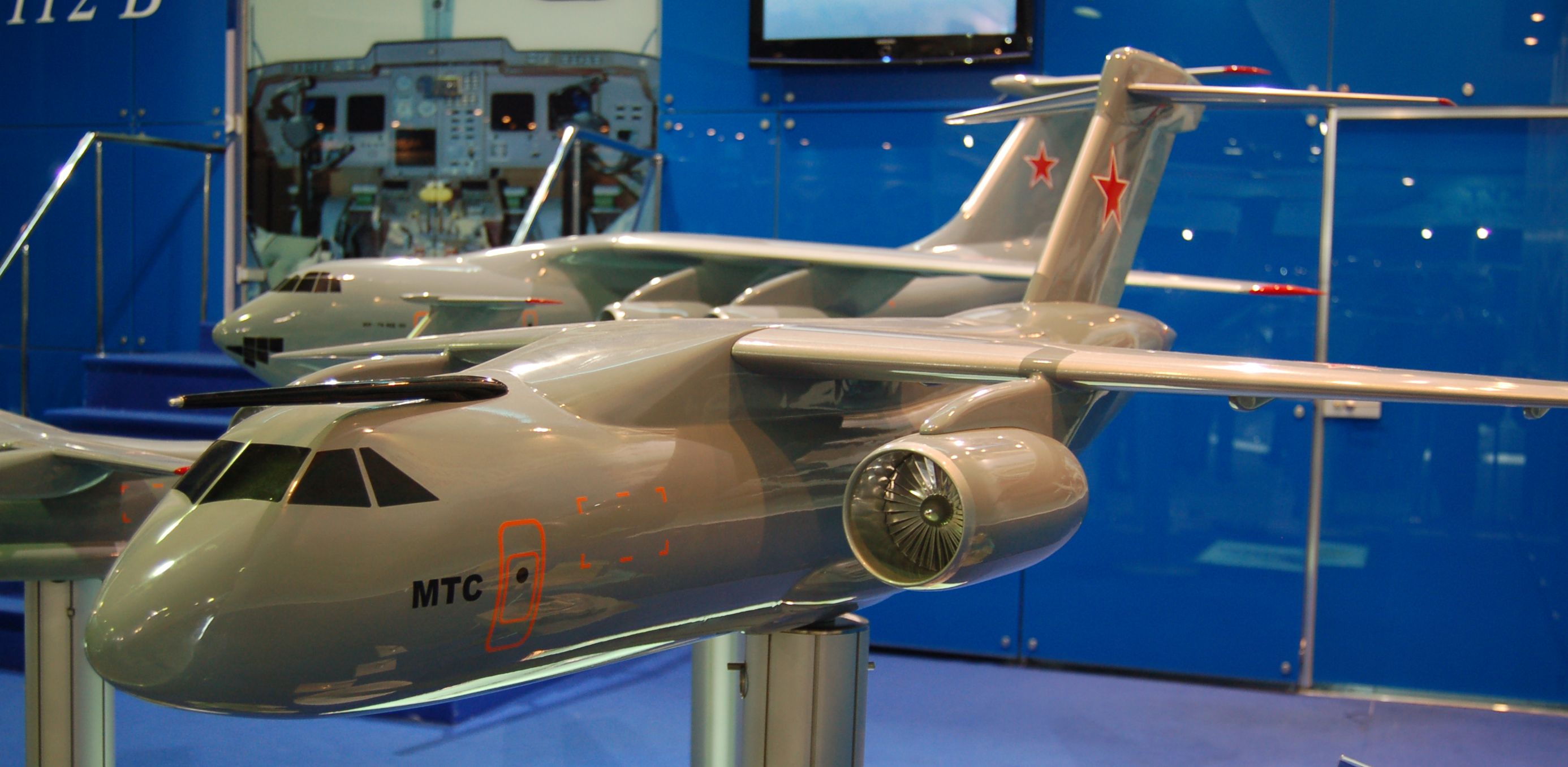
Modell einer IL-214

- Iljuschin DB-3
- Iljuschin Il-2 Sturmowik
- Iljuschin Il-4 Bob
- Iljuschin Il-6
- Iljuschin Il-10 Beast
- Iljuschin Il-20 Coot A
- Iljuschin Il-22
- Iljuschin Il-28 Beagle
- Iljuschin Il-30
- Iljuschin Il-32
- Iljuschin Il-40
- Iljuschin Il-46
- Iljuschin Il-54
- Iljuschin Il-76 Candid
- Iljuschin Il-78 Midas
- Iljuschin Il-80 Maxdome
- Iljuschin Il-102
- Iljuschin Il-112
- Iljuschin Il-214
- Iljuschin Il-476[3]

## Zivile Flugzeuge von Iljuschin

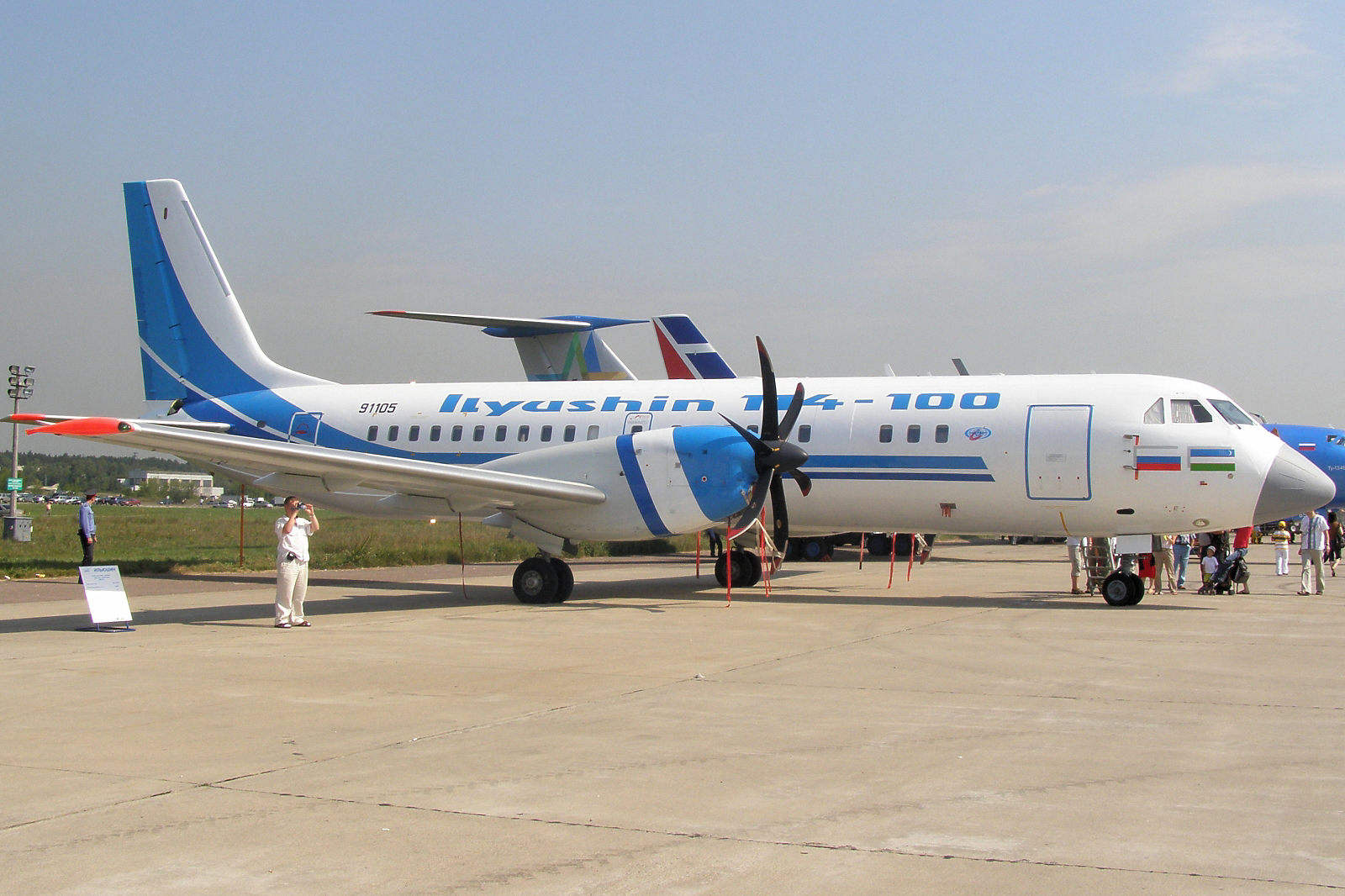
Il-114: ein modernes Regionalflugzeug

- Iljuschin Il-12
- Iljuschin Il-14 Crate
- Iljuschin Il-18 Moskwa
- Iljuschin Il-62 Classic
- Iljuschin Il-86 Camber
- Iljuschin Il-96
- Iljuschin Il-103
- Iljuschin Il-114